# Shahar (religion)
Pour les articles homonymes, voir Shahar.

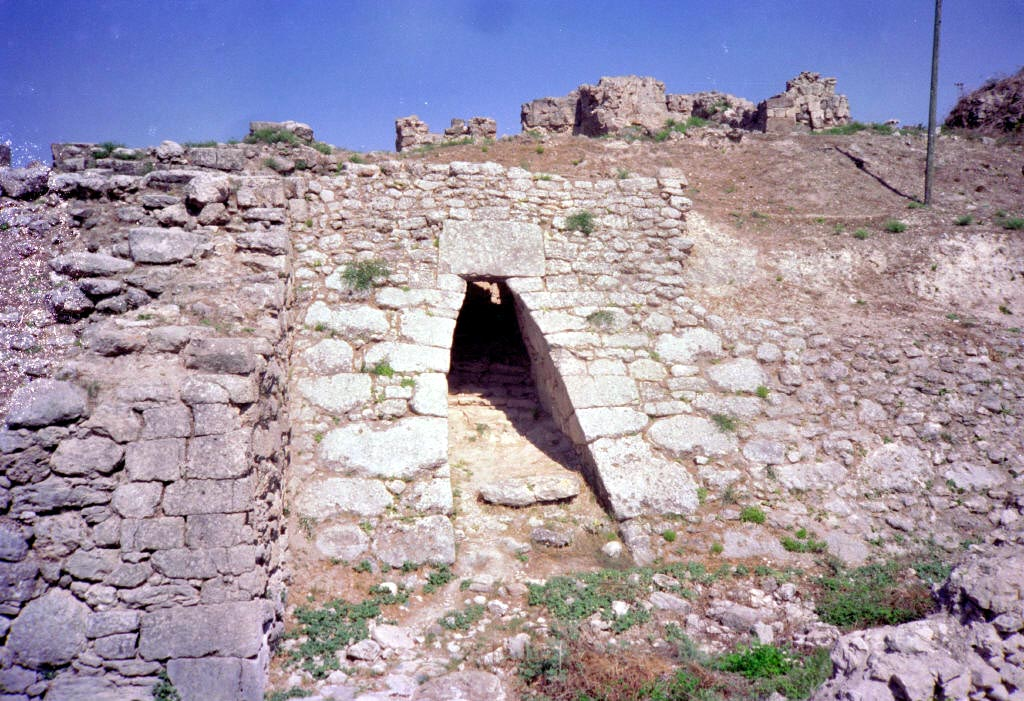
Entrée du site d'Ougarit Tell de Ras Shamra

Shahar ou Šaḥar (ougaritique : 𐎌𐎈𐎗, Šḥr) est le dieu de l’aube dans le panthéon ougaritique. Il est mentionné dans des inscriptions sur les tablettes exhumées lors des fouilles du palais d’Ougarit sur le tell de Ras Shamra en Syrie. Selon l'archéologue américain William Foxwell Albright, Shahar et son jumeau Shalim sont les deux aspects de la planète Vénus. Shahar est le dieu de l'aube identifié avec "l'étoile du matin et "Shalim le dieu du crépuscule, identifié avec "l'étoile du soir" .

## Inscriptions ougaritiques
Le récit mythique de la naissance des deux divinités astrales : Shahar et Shalim, l'étoile du matin et l'étoile du soir est contenu dans la tablette : la naissance des dieux gracieux et beaux, conservée au musée du Louvre.
La tablette relate le mariage sacré du grand dieu El avec deux femmes (une d'elles est Ashera) de qui il engendre les deux dieux jumeaux. Après un nouveau "mariage", El engendre les "dieux gracieux" que l'on appelle les enfants de la mer. Il s'agirait d'un mythe d'origine de la civilisation et de l'agriculture. En voici un extrait :
J'invoque les dieux gracieux... et les beaux enfants princiers...

paix au roi, paix à la reine, aux officiants et aux gardes...

Sept années, huit périodes s'accomplissent jusqu'à ce que les dieux

gracieux aillent aux champs. Ils parcourent les confins de la steppe, ils

rencontrent un gardien de la culture : "Gardien, gardien, ouvre ! S'il y a de

la nourriture, donne-nous à manger. S'il y a du vin, donne-nous à boire...

## Lelivre d'Isaïe
Shahar eut un fils, Hêlēl (en hébreu הֵילֵל). Dans la Septante, "Hêlēl"  est traduit par « Heōsphoros » (en grec Ἑωσφόρος, littéralement « apportant l'aube »). Le nom Lucifer, qui signifie en latin « Porteur de lumière », est introduit dans la Vulgate au IVe siècle, pour traduire le terme hébreu hêlēl dans l'expression hêlēl ben šāḥar « (astre) brillant fils de l'aurore » qui figure dans le livre d'Isaie :

« Comment es-tu tombé du ciel, Astre brillant, Fils de l'Aurore ? Toi qui disais : je monterai aux cieux, je hausserai mon trône au-dessus des étoiles de Dieu »

— Livre d'Isaïe 14.12-14
Aux IIe et IIIe siècles, les Pères de l'Église comme Origène, puis Jérôme de Stridon, identifieront Lucifer à Satan.